# Łukasz Michał Głogowski
Łukasz Michał Głogowski herbu Grzymała – chorąży liwski, łowczy czernihowski w latach 1714–1733, kapitan dragonów królewskich, starosta utajkurski.
Jako deputat  z województwa bełskiego podpisał pacta conventa Stanisława Leszczyńskiego w 1733 roku.